# Blodsfeber
Bloodfever utkom 2006 och är den andra boken i den officiella Young Bond-serien, skriven av Charlie Higson som också skrev första delen i serien, Silverfin.

## Handling
James Bond är en ung grabb som går på internatskolan Eton i England på 1930-talet. Där träffar han Lord Hellebore och hans son och blir snabbt indragen i ett mysterium om liv och död.